# Thermosara
Thermosara là một chi bướm đêm thuộc họ Erebidae.